# Isoneuromyia paulistana
Isoneuromyia paulistana är en tvåvingeart som beskrevs av Lane 1948. Isoneuromyia paulistana ingår i släktet Isoneuromyia och familjen platthornsmyggor. Inga underarter finns listade i Catalogue of Life.